# Andijon (tỉnh)
Tỉnh Andijon là một tỉnh của Uzbekistan. Tỉnh nằm ở phần phía đông của Thung lũng Fergana ở viễn đông Uzbekistan. Biên giới giáp với Kyrgyzstan, tỉnh Fergana và tỉnh Namangan. Tỉnh có diện tích là 4.200 km2. Dân số ước tính khoảng 1.899.000 người, là tỉnh đông dân nhất của Uzbekistan.
Andijan tên có nguồn gốc hình thành của từ Ba Tư اندکان Andakan. 
Tỉnh Andijon được chia thành 14 huyện hành chính. Thủ phủ tỉnh là thành phố Andijan (dân số khoảng 350.000 cư dân). Các thành phố lớn khác bao gồm Asaka (Leninsk), Xonobod, Shahrixon (Moscovskiy), và Qorasuv.
Khí hậu tỉnh đặc trưng khí hậu lục địa thường có sự khác biệt cực giữa mùa đông và nhiệt độ mùa hè.
Các nguồn tài nguyên thiên nhiên bao gồm trữ lượng dầu mỏ, khí đốt tự nhiên, ozokerite và đá vôi. Với các vùng khác của Uzbekistan, nổi tiếng với dưa hấu và dưa hấu rất ngọt ngào, nhưng trồng các loại cây trồng có thể được thực hiện trên vùng đất có tưới tiêu. Nông nghiệp chính bao gồm bông, ngũ cốc, nghề trồng nho, chăn nuôi và làm vườn thực vật.
Công nghiệp bao gồm chế biến kim loại, hóa chất công nghiệp, công nghiệp nhẹ, chế biến thực phẩm. Nhà máy lắp ráp ô tô đầu tiên ở Trung Á đã được mở tỉnh trong liên doanh Asaka Andijan giữa Uzbekistan-Hàn Quốc, UzDaewoo, trong đó sản xuất Nexia và Tico xe ô tô và xe minibus các Damas.